# Peraduan Binjai
Peraduan Binjai is een bestuurslaag in het regentschap Kepahiang van de provincie Bengkulu, Indonesië. Peraduan Binjai telt 1079 inwoners (volkstelling 2010).